# Trithrinax campestris
El caranday (Trithrinax campestris) es una planta de la familia de las arecáceas, nativa del norte de Uruguay, del oeste del Paraguay, áreas del chaco de Bolivia y del centro y norte argentino. Muy rústica, crece en zonas de suelos áridos, pedregosos y secos, resistiendo, en su ambiente original, temperaturas de hasta 11,5 °C bajo cero. Es distintiva por conservar pegados al tronco los restos de las frondas muertas, que le dan un aspecto característico.

## Características

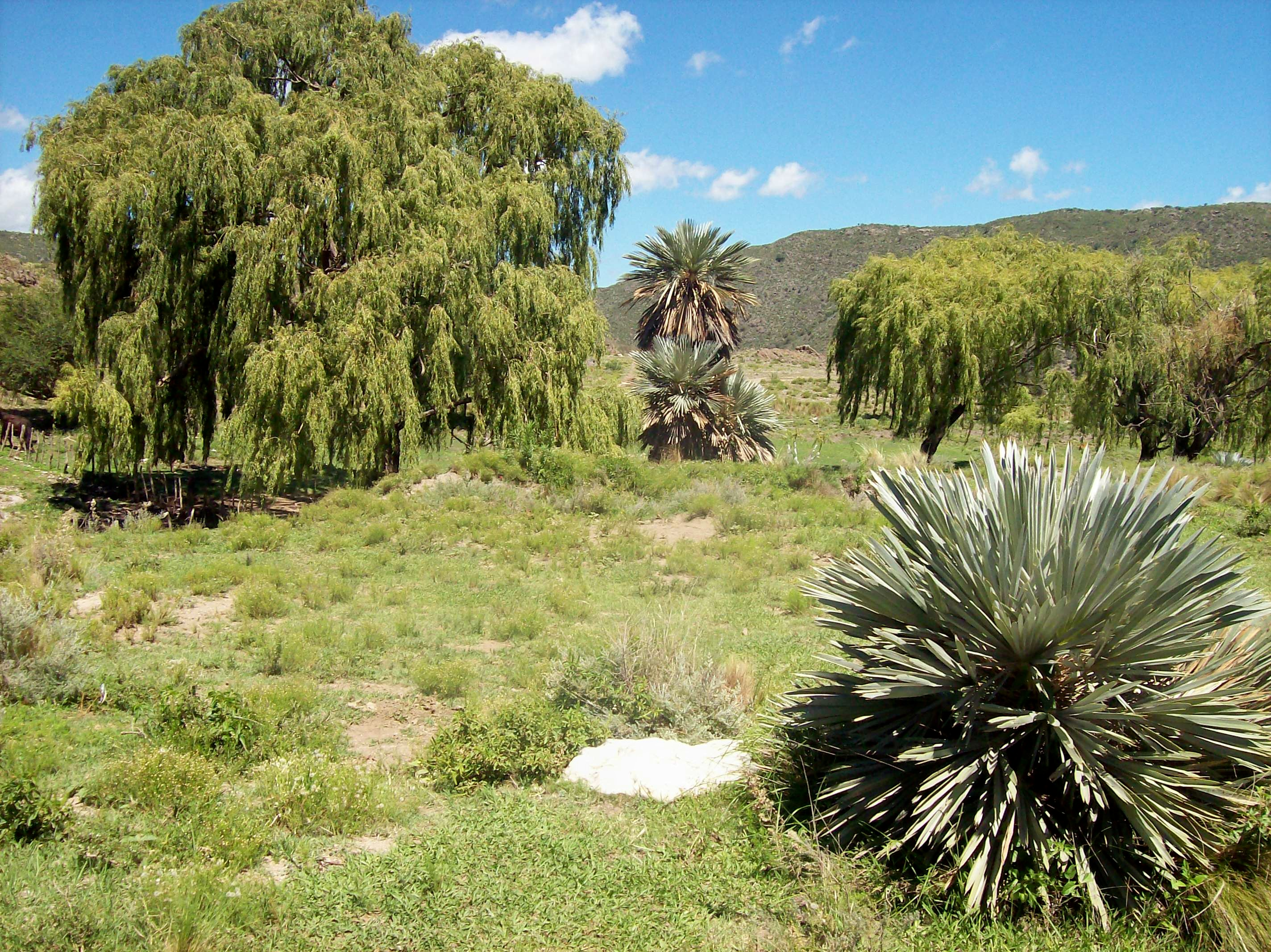
Palmeras caranday - "cocos"- en Pampa de Pocho en el oeste de la Provincia de Córdoba, Argentina.

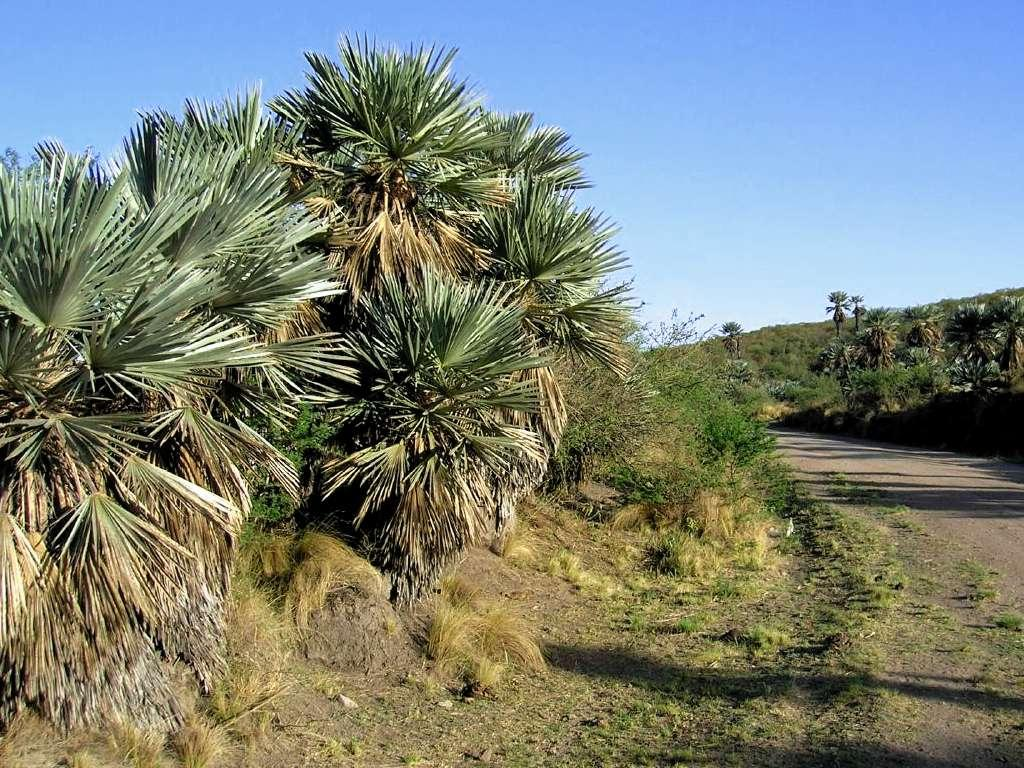
Más Trithrinax campestris en Pampa de Pocho

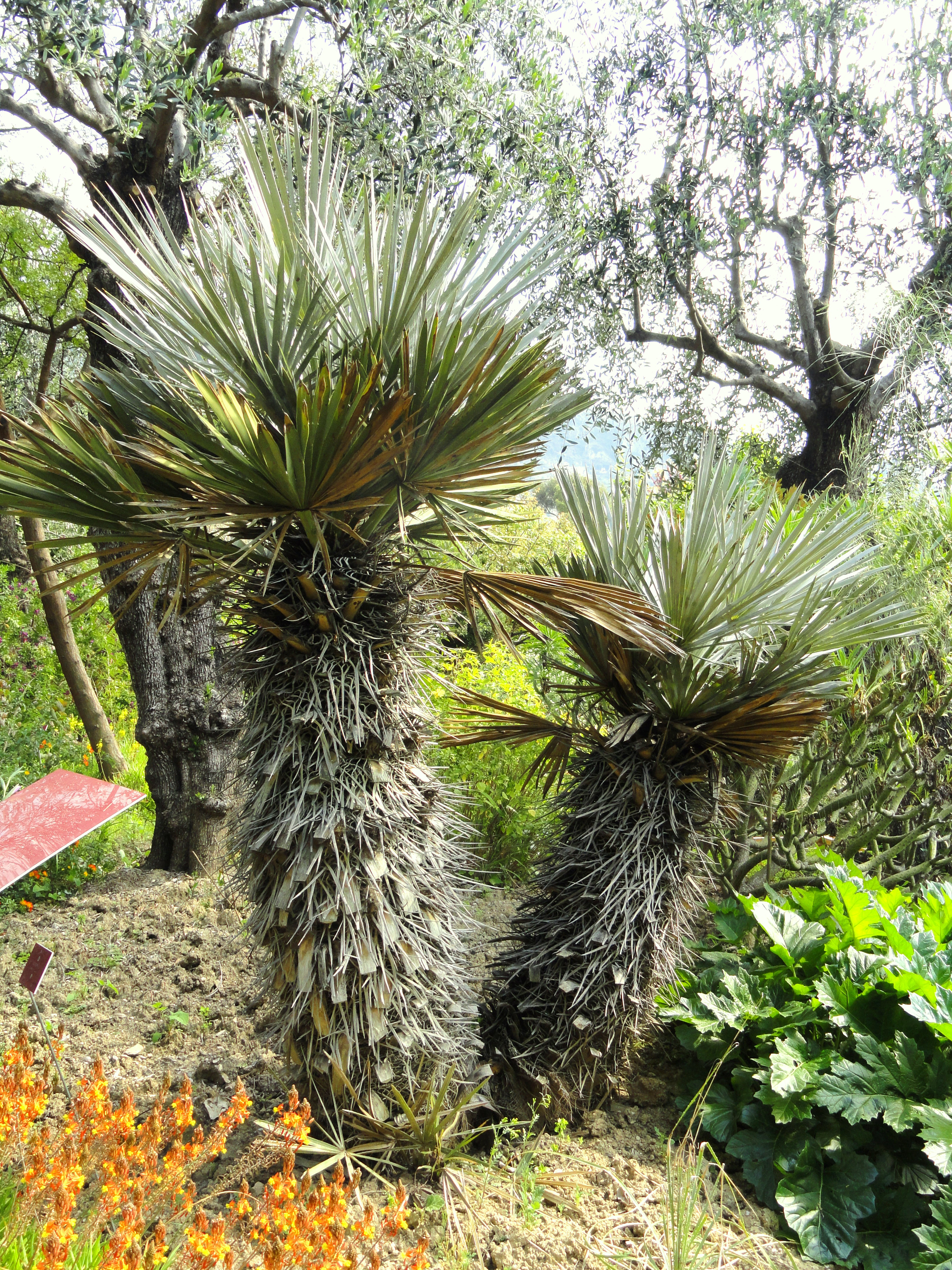
Vista de la planta

T. campestris es una palmera mono o multicaule, de hasta 6 m de altura y un estípite de unos 20-25 cm de diámetro, con los restos de las frondas adheridos al tronco formando una cubierta fibrosa y espinosa. Muestra hojas palmadas, fiabeladas, multífidas, de hasta 1 m de largo, con folíolos dotados de segmentos coriáceos muy rígidos, verde claro por el haz y ligeramente azulado por el envés; son quizá las más duras de todas las hojas de palmera. Las vainas muestran en los bordes duras espinas de 10 a 15 cm de largo.
Las flores forman inflorescencias muy ramificadas en la base de las hojas inferiores, conteniendo hasta un centenar de flores hermafroditas de color blanquecino o pardo de 10 a 12 mm de diámetro. Florece en otoño, y los frutos maduran hacia el fin del verano siguiente; son drupas subesféricas, de color amarillo o pardo, de 1,5 a 2 cm de diámetro, con el mesocarpio delgado y pulposo y el endocarpio membranoso.

## Hábitat y cultivo

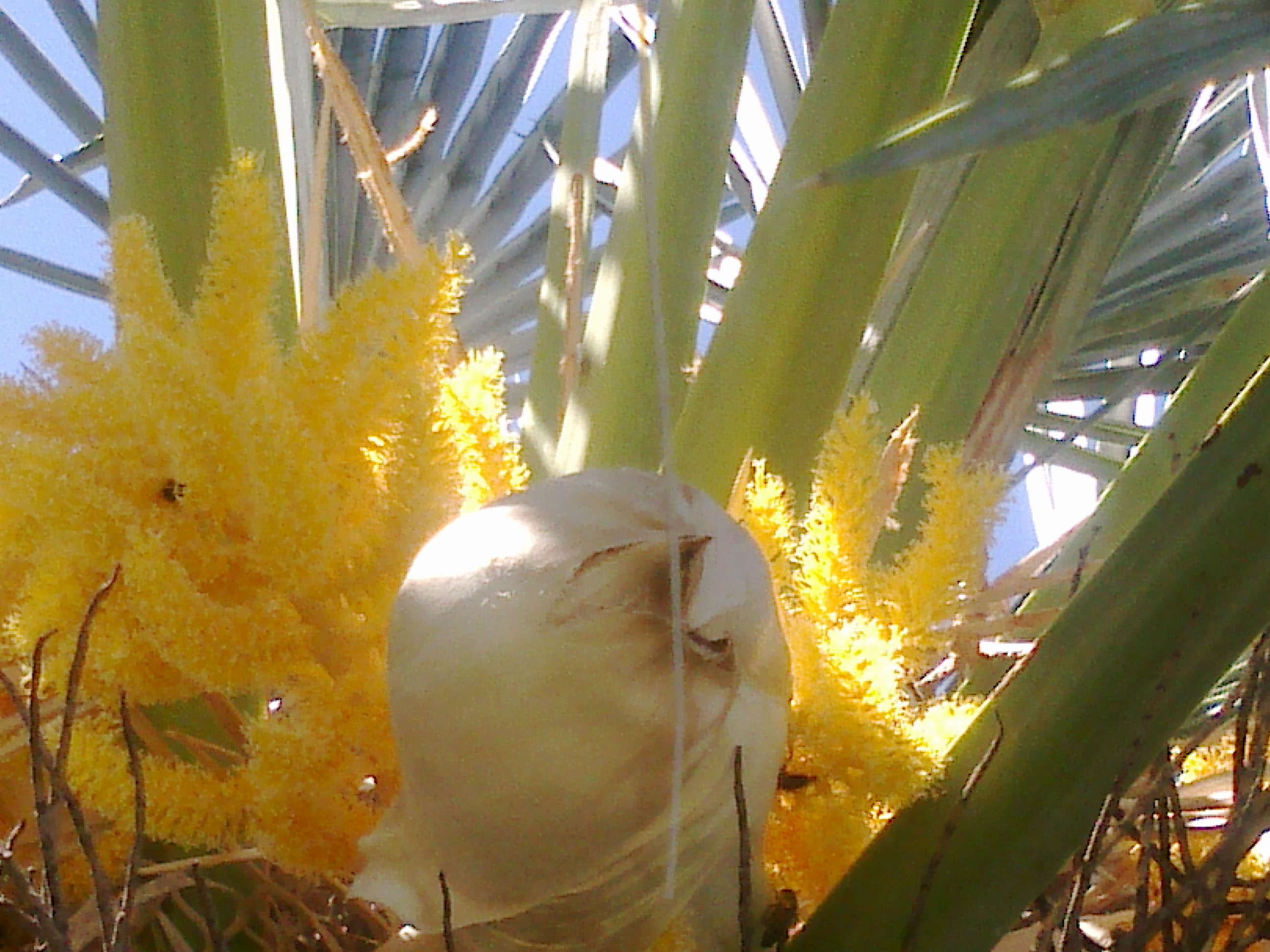
Flor de la Palma Caranday

T. campestris prefiere suelos bien drenados, arenosos o pedregosos, y bastante sol, aunque sobrevive en media sombra. Tolera las sequías y las temperaturas de hasta 9 °C bajo cero fuera de la época de crecimiento, aunque tiende a perder las hojas en esas circunstancias. Por este motivo es común encontrar palmares de caranday en gran parte de las Sierras Pampeanas en zonas que se cubren de nevadas durante el invierno austral; en las Sierras de Córdoba y de San Luis en lugar de llamarlas con el nombre de origen guaraní es común denominarlas "cocos" aunque estas palmeras no produzcan cocos. Así son las actuales palmeras de crecimiento más meridional de La Tierra creciendo incluso en zonas de frecuentes nevadas invernales como ocurre en torno al Champaquí o en la meseta llamada Pampa de Pocho  y destacándose los palmares en la Sierra de Papagayos en el límite entre las provincias argentinas de Córdoba y San Luis.
La Trithrinax campestris se multiplica por renovales o por semillas, que tardan unos 6 meses en germinar. Brota con facilidad, y crece lentamente hasta alcanzar unos 15 y ocasionalmente 20 m de altura.

## Usos
La fibra extraída de las hojas se utiliza para la confección, como en el caso de su "parienta" la Copernicia alba igualmente con las fibras de la Trithinax campestris (el caranday sureño o,  coco), los lugareños suelen realizar artesanías (sombreros, imitaciones de flores, cestas, muñecos etc.).
Los frutos no son comestibles, pero tradicionalmente de su fermentación se elabora una bebida alcohólica.

## Taxonomía
Trithrinax campestris fue descrito por (Burmeist.) Drude & Griseb. y publicado en Abhandlungen der Königlichen Gesellschaft der Wissenschaften zu Göttingen 24: 283. 1879.
Etimología
Trithrinax: nombre genérico que proviene del idioma griego tri significa tres, y de thrinax tridente. 
campestris: epíteto latino  que significa "del campo".
Sinonimia
- Copernicia campestris Burmeist.